# Équipe cycliste AP Hotels & Resorts-Tavira-SC Farense

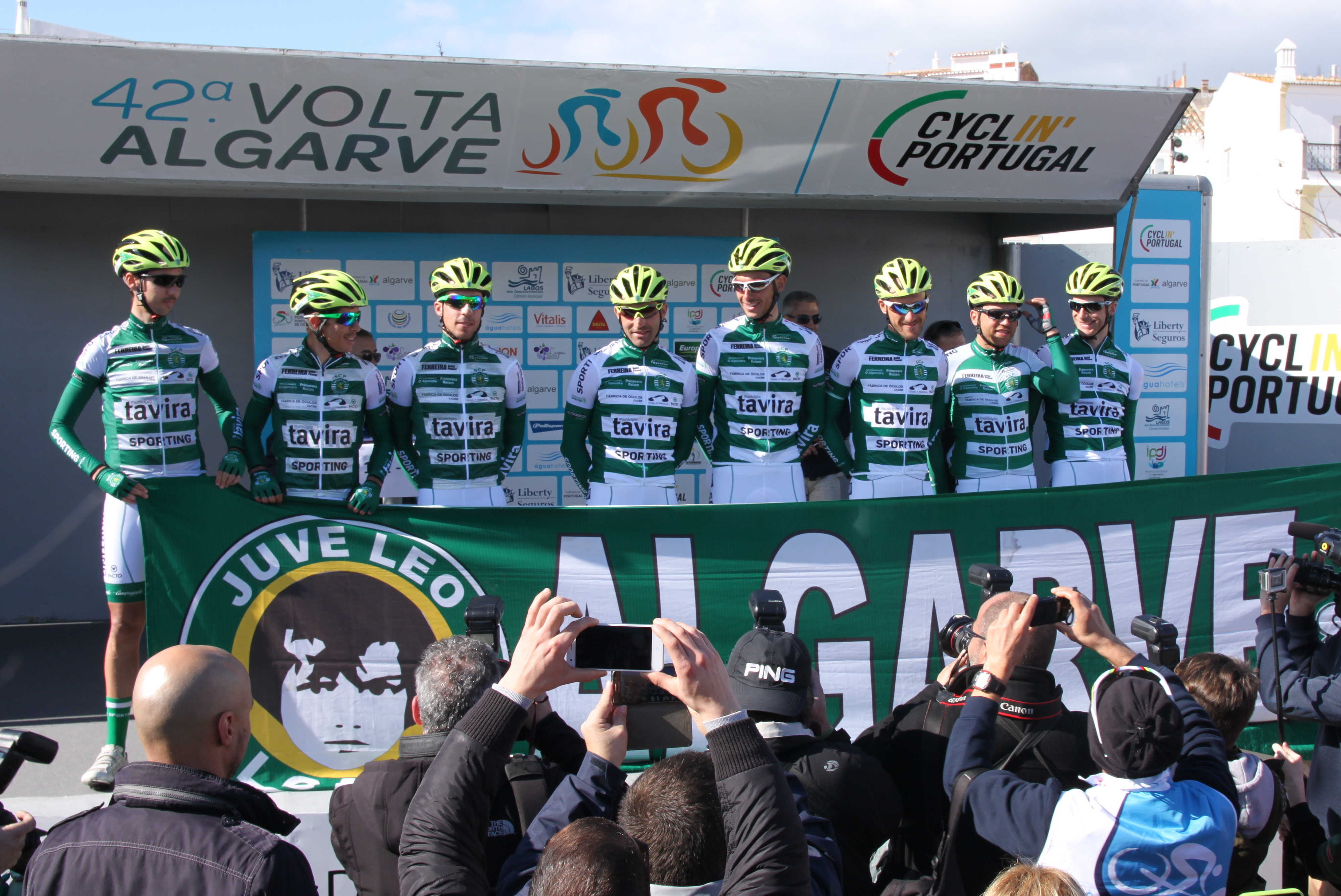
L'équipe en 2016.

L'équipe cycliste AP Hotels & Resorts-Tavira-SC Farense est une équipe cycliste portugaise, ayant le statut d'équipe continentale. 

## Histoire de l'équipe
Le Clube de Ciclismo de Tavira est créé en 1979, ce qui en fait l'une des plus anciennes équipes professionnelles actuellement en compétition.
Tout au long de son histoire, elle a eu des noms différents et a participé aux deuxième et troisième divisions de l'UCI. Depuis la création des circuits continentaux, elle court principalement au sein du calendrier de l'UCI Europe Tour. Parmi les cyclistes qui ont fait partie de l'équipe, on retrouve notamment David Blanco ou Cândido Barbosa.
En 2016, le club signe un accord avec le Sporting Clube de Portugal (football) qui devient co-sponsor de l'équipe. 

## Dopage
En mai 2019, les médias portugais révèlent qu'Alejandro Marque est sous investigation, à la suite de présence de valeurs anormales sur son passeport biologique. Cependant, l'Agence antidopage espagnole nie toute enquête et il peut continuer à courir.

## Principales victoires

### Course d’un jour
- Grande Prémio Internacional Paredes Rota dos Móveis : David Blanco (2007) et Cândido Barbosa (2009)
- Grande Prémio de Portugal Nacional 2 : Mario González Salas (2018)

### Course par étapes
- Trophée Joaquim-Agostinho : Rui Duro Aldeano (1989), Juan Carlos Guillamón (1999), Cândido Barbosa (2010), Ricardo Mestre (2011 et 2012), Rinaldo Nocentini (2016) et Frederico Figueiredo (2020)
- Tour de Bretagne : José Marques (1990)
- Tour de Bulgarie : Krassimir Vasiliev (1998)
- Tour de San Luis : Martín Garrido (2008)
- Tour du Portugal : David Blanco (2008, 2009 et 2010), Ricardo Mestre (2011) et Joni Brandão (2018)
- Tour de l'Alentejo : David Blanco (2010)
- Tour de Chine II : Alejandro Marque (2018)

### Championnats nationaux
- Championnats du Portugal sur route : 3
  - Course en ligne : 2019 (José Mendes)
  - Contre-la-montre : 2003 (Juan Carlos Guillamón)
  - Contre-la-montre espoirs : 2014 (Rafael Reis)

## Classements UCI
Jusqu'en 1998, les équipes cyclistes sont classées par l'UCI dans une division unique. En 1999 le classement UCI par équipes est divisé entre GSI, GSII et GSIII. Les classements donnés ci-dessous sont ceux de la formation en fin de saison.
| Saison | Classement par équipes | Meilleur coureur au classement individuel |
| ------ | ---------------------- | ----------------------------------------- |
| 1995   | 63e                    | João Santos (712e)                        |
| 1996   | 62e                    | José Domingo Segado (639e)                |
| 1997   | 67e                    | Pedro Lopes (1130e)                       |
| 1998   | 62e                    | José Alves Sousa (637e)                   |
| 1999   | 7e (GSIII)             | Juan Carlos Guillamón (615e)              |
| 2000   | 16e (GSIII)            | José Alves Sousa (854e)                   |
| 2001   | 16e (GSIII)            | Francisco Pérez (862e)                    |
| 2002   | 23e (GSII)             | Danail Andonov Petrov (352e)              |
| 2003   | 21e (GSII)             | David Blanco (309e)                       |
| 2004   | 7e (GSIII)             | Joaquim Adrego Andrade (327e)             |

Depuis 2005, l'équipe participe aux différents circuits continentaux et en particulier l'UCI Europe Tour. Le tableau ci-dessous présente les classements de l'équipe sur ces circuits, ainsi que son meilleur coureur au classement individuel.
UCI Africa Tour
| UCI Africa Tour | UCI Africa Tour        | UCI Africa Tour                           | UCI Africa Tour |
| Année           | Classement par équipes | Meilleur coureur au classement individuel |                 |
| --------------- | ---------------------- | ----------------------------------------- | --------------- |
| 2014            | 14e                    | Manuel António Cardoso (56e)              |                 |
| 2018            | 12e                    | Rinaldo Nocentini (38e)                   |                 |
|                 |                        |                                           |                 |
| Source : UCI    |                        |                                           |                 |

UCI America Tour
| UCI America Tour | UCI America Tour       | UCI America Tour                          | UCI America Tour |
| Année            | Classement par équipes | Meilleur coureur au classement individuel |                  |
| ---------------- | ---------------------- | ----------------------------------------- | ---------------- |
| 2007             | 38e                    | Krassimir Wassilew (226e)                 |                  |
| 2008             | 19e                    | Martín Garrido (23e)                      |                  |
| 2009             | 32e                    | Martín Garrido (301e)                     |                  |
|                  |                        |                                           |                  |
| Source : UCI     |                        |                                           |                  |

UCI Aia Tour
| UCI Asia Tour | UCI Asia Tour          | UCI Asia Tour                             | UCI Asia Tour |
| Année         | Classement par équipes | Meilleur coureur au classement individuel |               |
| ------------- | ---------------------- | ----------------------------------------- | ------------- |
| 2014          | 78e                    | Bruno Sancho (334e)                       |               |
| 2018          | 44e                    | Alejandro Marque (45e)                    |               |
|               |                        |                                           |               |
| Source : UCI  |                        |                                           |               |

UCI Europe Tour
| UCI Europe Tour | UCI Europe Tour        | UCI Europe Tour                           | UCI Europe Tour |
| Année           | Classement par équipes | Meilleur coureur au classement individuel |                 |
| --------------- | ---------------------- | ----------------------------------------- | --------------- |
| 2005            | 54e                    | Martín Garrido (92e)                      |                 |
| 2006            | 51e                    | Ricardo Mestre (157e)                     |                 |
| 2007            | 52e                    | Martín Garrido (43e)                      |                 |
| 2008            | 38e                    | David Blanco (27e)                        |                 |
| 2009            | 26e                    | Cândido Barbosa (44e)                     |                 |
| 2010            | 25e                    | David Blanco (32e)                        |                 |
| 2011            | 32e                    | Ricardo Mestre (44e)                      |                 |
| 2012            | 64e                    | Alejandro Marque (176e)                   |                 |
| 2013            | 103e                   | Henrique Casimiro (584e)                  |                 |
| 2014            | 94e                    | Manuel António Cardoso (321e)             |                 |
| 2015            | 104e                   | Manuel António Cardoso (379e)             |                 |
| 2016            | 64e                    | Rinaldo Nocentini (206e)                  |                 |
| 2017            | 40e                    | Rinaldo Nocentini (96e)                   |                 |
| 2018            | 51e                    | Joni Brandão (122e)                       |                 |
| 2019            | 62e                    | Frederico Figueiredo (470e)               |                 |
| 2020            | 47e                    | Frederico Figueiredo (194e)               |                 |
| 2021            | 76e                    | Alejandro Marque (450e)                   |                 |
| 2022            | 79e                    | Alejandro Marque (667e)                   |                 |
| 2023            | 88e                    | -                                         |                 |
|                 |                        |                                           |                 |
| Source : UCI    |                        |                                           |                 |

UCI Oceania Tour
| UCI Oceania Tour | UCI Oceania Tour       | UCI Oceania Tour                          | UCI Oceania Tour |
| Année            | Classement par équipes | Meilleur coureur au classement individuel |                  |
| ---------------- | ---------------------- | ----------------------------------------- | ---------------- |
| 2010             | 15e                    | André Cardoso (30e)                       |                  |
|                  |                        |                                           |                  |
| Source : UCI     |                        |                                           |                  |

L'équipe est également classée au Classement mondial UCI qui prend en compte toutes les épreuves UCI et concerne toutes les équipes UCI.
| Classement mondial | Classement mondial     | Classement mondial                        | Classement mondial |
| Année              | Classement par équipes | Meilleur coureur au classement individuel |                    |
| ------------------ | ---------------------- | ----------------------------------------- | ------------------ |
| 2016               | -                      | Rinaldo Nocentini (404e)                  |                    |
| 2017               | -                      | Rinaldo Nocentini (230e)                  |                    |
| 2018               | -                      | Joni Brandão (263e)                       |                    |
| 2019               | 107e                   | Frederico Figueiredo (625e)               |                    |
| 2020               | 77e                    | Frederico Figueiredo (233e)               |                    |
| 2021               | 119e                   | Alejandro Marque (563e)                   |                    |
| 2022               | 133e                   | Alejandro Marque (911e)                   |                    |
| 2023               | 168e                   | Delio Fernández (1388e)                   |                    |
| 2024               | 123e                   | Afonso Silva (811e)                       |                    |
|                    |                        |                                           |                    |
| Source : UCI       |                        |                                           |                    |

## AP Hotels & Resorts-Tavira-SC Farense en 2023
| Effectif 2023            | Effectif 2023     | Effectif 2023 | Effectif 2023                           |
| Cycliste                 | Date de naissance | Pays          | Équipe précédente                       |
| ------------------------ | ----------------- | ------------- | --------------------------------------- |
| Diogo Barbosa            | 13 juin 2000      | Portugal      | Hagens Berman Axeon (2022)              |
| Samuel Blanco            | 3 juin 1994       | Espagne       | Kelly-Simoldes-UDO (2022)               |
| Venceslau Fernandes      | 24 janvier 1996   | Portugal      | ABTF Betão-Feirense (2022)              |
| Delio Fernández          | 17 février 1986   | Espagne       | Delko (2021)                            |
| David Livramento         | 18 décembre 1983  | Portugal      |                                         |
| Rafael Lourenço          | 1 octobre 1997    | Portugal      | Kelly-Simoldes-UDO (2020)               |
| Valter Pereira           | 22 février 1990   | Portugal      |                                         |
| Miguel Salgueiro         | 9 juin 1999       | Portugal      | LA Alumínios-LA Sport (2021)            |
| Ruben Simao              | 8 octobre 2000    | Portugal      | LA Alumínios-Credibom-Marcos Car (2022) |
| Álvaro Trueba            | 10 janvier 1993   | Espagne       | Efapel (2017)                           |
|                          |                   |               |                                         |
| Source : ProCyclingStats |                   |               |                                         |